# 碩託
碩託（穆麟德轉寫：Šoto；1600年—1643年），滿洲愛新覺羅氏。清太祖努爾哈赤孫、禮烈親王代善第二子。

## 生平
碩託初授台吉之職。天命六年（1621年），跟從大軍伐明，攻打奉集堡。天命十年（1625年），偕三貝勒莽古爾泰救援科爾沁部。天命十一年（1626年），跟從代善討伐喀爾喀巴林部，又再討伐扎嚕特部，兩戰皆有軍功，授為貝勒。天聰元年（1627年），從二貝勒阿敏等討伐朝鮮。又從皇太極戰明軍於大凌河，圍攻錦州。天聰四年（1630年），大軍攻克永平後，偕同阿敏駐守當地。阿敏引還，碩託連坐被削去爵位。天聰五年（1631年），跟從大軍進攻錦州，明兵攻入阿濟格營中，碩託力戰傷股，皇太極親酌金卮慰勞他。明兵趨至大凌河，碩託擊敗張春，再傷其手。論功行賞其功勞，賞賜采緞十匹、布百匹。天聰八年（1634年），跟從代善自喀喇鄂博攻克得勝堡，又擊敗朔州騎兵。偕同其三弟薩哈璘侵略代州，攻拔崞縣，分兵攻克原平驛。再被封為貝子。
崇德元年（1636年），跟從太軍討伐朝鮮，圍攻南漢山城，擊敗援兵二萬餘人。崇德二年（1637年），偕同阿濟格攻克皮島。崇德三年（1638年），偕同濟爾哈朗攻打寧遠。崇德四年（1639年），因僭越皇太極，被降為輔國公。偕同阿濟格伐明，俘獲無算，論功行賞時，賞賜駝、馬各一匹。崇德五年（1640年）六月，跟從多爾袞圍攻錦州。又因離城長久駐扎，又派遣士卒私自回歸兩罪，朝廷評議削爵。皇太極責備他後，改為罰銀一千。再復封貝子。崇德八年（1643年），清太宗皇太極駕崩，碩託與侄兒（薩哈璘之長子）阿達禮謀立睿親王多爾袞，被譴謫而死，以罪削爵，廢黜宗室資格。